# Réquiem de guerra

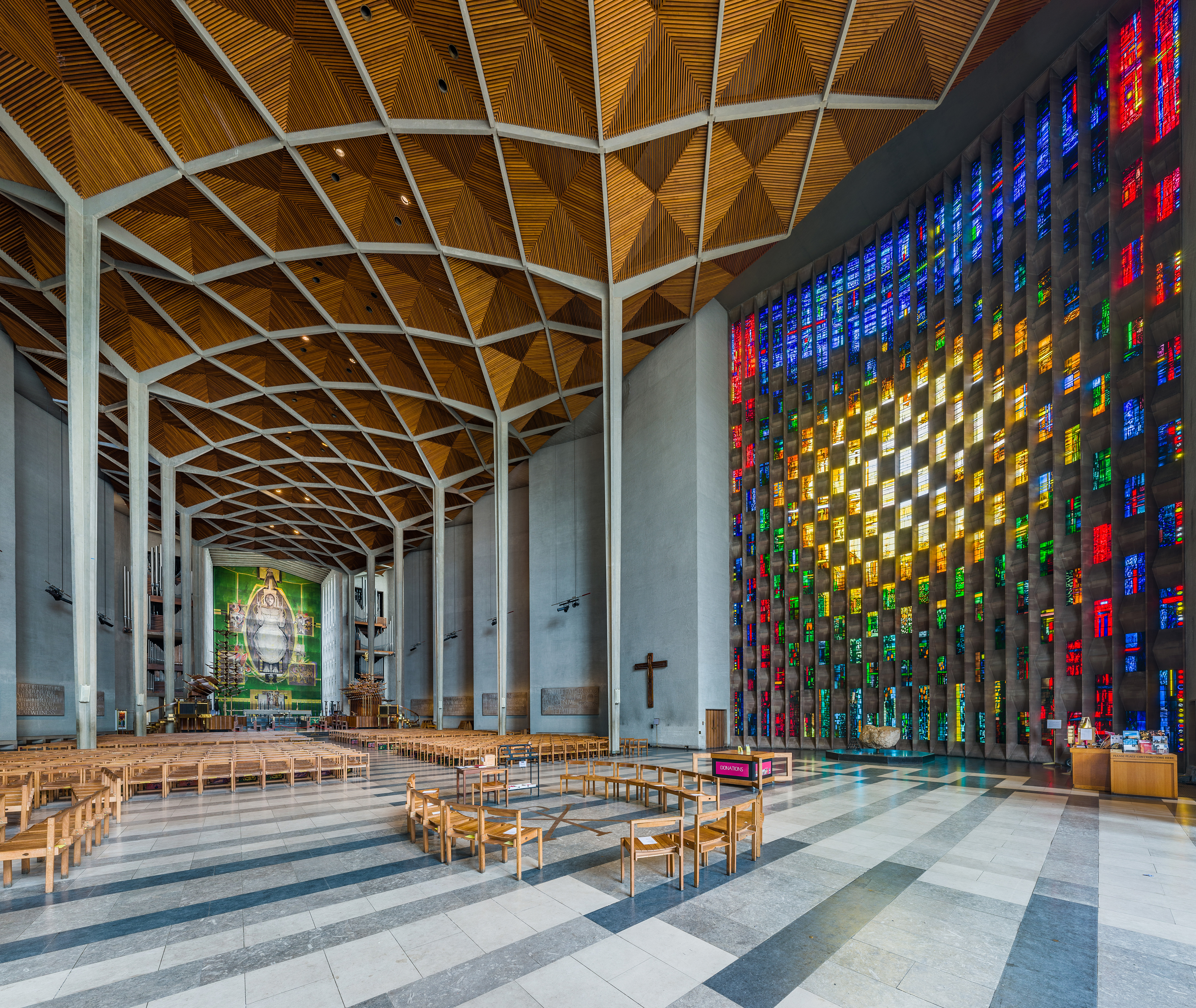
Réquem de guerra

El Réquiem de guerra, Op. 66 (título original: War Requiem) es un réquiem compuesto por Benjamin Britten para la reconsagración de la Catedral de Coventry el 30 de mayo de 1962 luego de que esta fuera destruida durante la Segunda Guerra Mundial.
El réquiem fue compuesto para soprano, tenor y barítono solistas, coro, coro de niños y orquesta. La soprano solista y el coro cantan el texto tradicional del réquiem en latín; el tenor y el barítono cantan poemas de Wilfred Owen colocados en distintas partes de la obra. El efecto general es lóbrego, y Britten presenta la guerra como desoladora y fútil.
Para el estreno, se pretendía que los solistas fueran Galina Vishnévskaya (rusa), Peter Pears (inglés) y Dietrich Fischer-Dieskau (alemán), para demostrar un espíritu de unidad. Por desgracia, la Unión Soviética no permitió a Vishnévskaya salir a Coventry para el evento y, con poca antelación, fue remplazada por la británica Heather Harper.

## Grabaciones
En 1963 se produjo una famosa grabación con el reparto previsto para su estreno (Vishnévskaya, Fischer-Dieskau y Pears), con la Orquesta Sinfónica de Londres dirigida por el propio Britten. 
Otra grabación destacable es la de Elisabeth Söderström, Robert Tear y Thomas Allen, con la Orquesta Sinfónica de la Ciudad de Birmingham dirigida por sir Simon Rattle. Y en 2020 también por la Orquesta Sinfónica de la Ciudad de Birmingham dirigida por Mirga Grazynitė-Tyla.